# David Mercer (sztangista)
David Mercer (ur. 16 kwietnia 1961 w Salford) – brytyjski sztangista.
Dwukrotny olimpijczyk (1984, 1988), brązowy medalista olimpijski (1984), brązowy medalista mistrzostw świata (1984) oraz srebrny medalista igrzysk Wspólnoty Narodów (1986) w podnoszeniu ciężarów, w wadze półciężkiej (do 90 kg).

## Osiągnięcia

### Letnie igrzyska olimpijskie
- Los Angeles 1984 –  brązowy medal (waga półciężka)
- Seul 1988 – 6. miejsce (waga półciężka)

### Mistrzostwa świata
- Los Angeles 1984 –  brązowy medal (waga półciężka) – mistrzostwa rozegrano w ramach zawodów olimpijskich

### Igrzyska Wspólnoty Narodów
- Edynburg 1986 –  srebrny medal (waga półciężka)